# پال جی ساکس
پال جی ساکس (Paul J. Sachs) ۲۴ نوامبر ۱۸۷۸ – ۱۸ فوریهٔ ۱۹۶۵) یک سرمایه‌گذار، بازرگان و مدیر موزه آمریکایی بود.
ساکس به عنوان مدیر همیار موزه هنر فاگ و همچنین به عنوان شریک در شرکت مالی گلدمن ساکس فعالیت داشت. وی به دلیل کوشش‌های اساسی‌اش در بنیاد یکی از اولین دوره‌های مطالعات موزه‌شناسی در ایالات متحده شناخته شده‌است.